# Erebus (Antartide)
Il monte Erebus è un vulcano attivo alto 3.794 m s.l.m., situato in Antartide e più precisamente sull'isola di Ross. Secondo vulcano più alto dell'Antartide dopo il Monte Sidley, nonché il vulcano attivo più meridionale della Terra, attivo da circa 1,3 milioni di anni, è in attività costante dal 1972; sulle sue pendici si trova un osservatorio vulcanico gestito dall'Istituto Minerario e Tecnologico del Nuovo Messico. All'interno del cratere si trova uno dei pochi laghi di lava al mondo. È attualmente il vulcano più attivo dell'Antartide e rappresenta lo sbocco eruttivo del punto caldo Erebus.

## Storia
Il Monte Erebus fu scoperto nel 1841 dall'esploratore britannico Sir James Clark Ross che gli diede il nome di una delle due navi della sua spedizione, la HMS Erebus.
Sia Robert Falcon Scott nel corso della spedizione degli anni 1901 - 1904 sia Ernest Shackleton nella spedizione degli anni 1907-1909 stabilirono le loro basi invernali nei pressi del monte Erebus.
Nel marzo del 1908 un gruppo di alpinisti appartenenti alla spedizione di Shackleton e guidati da Edgeworth David ne raggiunse la vetta.

## Il disastro aereo
Nel 1979 l'aereo neozelandese Air New Zealand 901 (un McDonnell Douglas DC-10), con 257 passeggeri a bordo, si schiantò sulle pendici settentrionali del monte a causa di un errore nella trascrizione delle coordinate nel piano di volo. Non vi furono superstiti.

## Conservazione
La sommità del monte Erebus, assieme alle aree sommitali del monte Melbourne e del monte Rittmann, sono state designate come Area Specialmente Protetta dell'Antartide, con la denominazione Siti geotermali d'alta quota della regione del mare di Ross (codice ASPA 175).
Si tratta di tre siti geotermali noti per ospitare comunità biologiche uniche. In tutta l'Antartide esistono pochissimi siti con queste caratteristiche, che coprono non più di pochi ettari del continente; il calore dell'attività geotermica ha consentito lo sviluppo di comunità biologiche che differiscono notevolmente da quelle dei siti geotermali marini.

## Galleria d'immagini

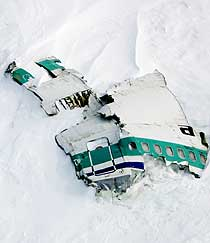
Foto scattata nel 2004 con i resti dell'aereo
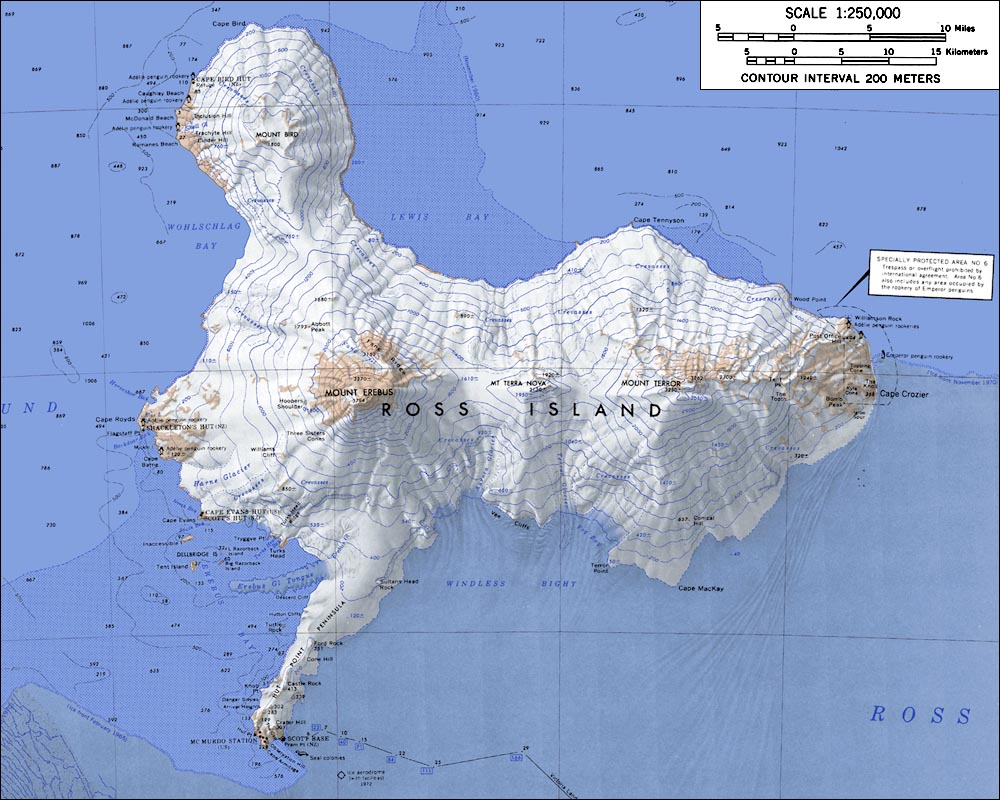
L'isola di Ross
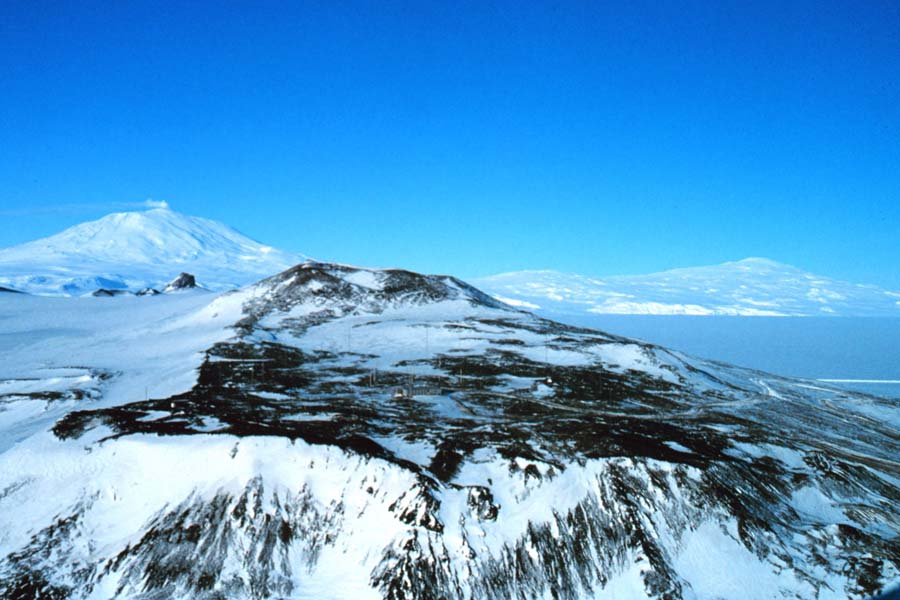
Il monte Terror; sullo sfondo, il monte Erebus